# Новосёловский район

Здание администрации Новосёловского района

Новосёловский район — административно-территориальная единица (район) и муниципальное образование (муниципальный район) в Красноярском крае России.
Административный центр — село Новосёлово.

## История
Первые русские поселения на территории нынешнего Новосёловского района появились в 1722 году. Это были заимки промысловиков, расположенные по берегу р. Енисей. Первый насёленный пункт — Караульный острог, основанный казаками Юшковыми, появился в конце XVIII века. Село Новосёлово было основано в 1789 году. В 1896 году в Новосёлове насчитывалось 126 дворов, 650 жителей. Волостное правление Новосёловской волости основано в 1801 году.
По постановлению Президиума ВЦИК от 4 февраля 1924 года в Енисейской губернии вместо волостей и уездов образованы районы и округа. 4 апреля 1924 года был образован Новосёловский район, в состав которого вошли Комский и Новосёловский уезды и часть территорий Ачинского. Всего 45 населённых пунктов. В 1925 Новосёловский район в составе новообразованного Красноярского округа вошёл в Сибирский край. В 1930 Красноярский округ был упразднён и Новосёловский район вошёл непосредственно в состав Восточно-Сибирского края. В 1934 район вошёл в образовавшийся Красноярский край.
При строительстве Красноярской ГЭС и образовании Красноярского водохранилища на территории района было затоплено 30 населённых пунктов и 4200 га территории, в том числе и районный центр Новосёлово.
Затопленными оказались деревни:
- Аешка,
- Анаш,
- Бережеково,
- Большая Тесь,
- Брагино,
- Гляден,
- Заготзерно,
- Ирджи,
- Кокорево,
- Кома,
- Кордон,
- Красный камень,
- Кривошеино,
- Куртак,
- Малая Тесь,
- Медведево,
- Молзавод,
- Нефтебаза,
- Новосёлово,
- Овцевод,
- Парижская коммуна,
- Подсобное хозяйство,
- Пристань,
- Трифоново,
- Убей,
- Улазы,
- Хбп. Анашенский,
- Хбп. Игрышенский,
- Хбп. Комский,
- Хбп. пункт,
- Хбп. Убейский,
- Яново.

Поэтому в 1962 район был присоединён к Балахтинскому и упразднён. Однако, в 1966 вместе с возведением нового Новосёлово на новом месте, Новосёловский район был вновь восстановлен.
Численность населения в 1959 году составляла 23,7 тысяч человек, в 1970 году — уже 18,8 тысяч человек. В настоящее время в районе 30 населённых пунктов, 15 500 жителей (данные 2006 года).

## География
Новосёловский район расположен на юго-западе Красноярского края на границе с республикой Хакасия. Территория, занимаемая районом — 3880,066 км² и имеет довольно округлые очертания, протягиваясь с севера на юг на 80 км и с запада на восток на 100 км. Район ограничен по широте параллелями 54° 30' 45" и 55° 12' 24" с. ш., расстояние между которыми 0,74°, а по долготе — меридианами 90° 25' 21" и 92° 02' 40" в. д., расстояние между которыми 1,62°.
Граница района на севере проходит по реке Чулым, пересекая в среднем течении её левый приток Кызынджиль. На востоке граница пересекает Красноярское водохранилище в районе залива Ижуль и идёт по водоразделу рек Убей и Сисим, а на юге — по водоразделу рек Убей и Кома. На юго-западе граница протягивается по центру водохранилища на 35 км от устья реки Белая до залива Анаш и на западе через хребет Чёрный камень выходит к Чулыму в 4 км ниже места впадения его правого притока — реки Танга. Общая протяжённость границ района около 310 км, из них около 50 км — по Красноярскому водохранилищу, 70 км — по Чулыму. Северным и северо-восточным соседом района является Балахтинский район. Протяжённость границы с ним 130 км. На востоке и юго-востоке Новосёловский район граничит с Краснотуранским районом (60 км). На юго-западе 80 км границы отделяют район от республики Хакасии и, наконец, северо-западный сосед — Ужурский район, граница с ним составляет 40 км.
Территорию района пересекает с юга на северо-восток Красноярское водохранилище и делит район на правобережную и левобережную части, площадь которых 1900 и 1500 км² соответственно. Площадь водохранилища в пределах района около 430 км². Пересечение территории района водохранилищем также имеет свои положительные и отрицательные стороны. Способствуя перевозке грузов речным транспортом, оно в то же время затрудняет сообщение между правобережной и левобережной частями района для автомобильного транспорта.
Важной особенностью географического положения района является его местонахождение в центре земледельческой части края с благоприятными агроклиматическими ресурсами и плодородными почвами. Отрицательные факторы — удалённость от крупных промышленных центров, железнодорожных станций, месторождений полезных ископаемых.

### Рельеф и горные породы

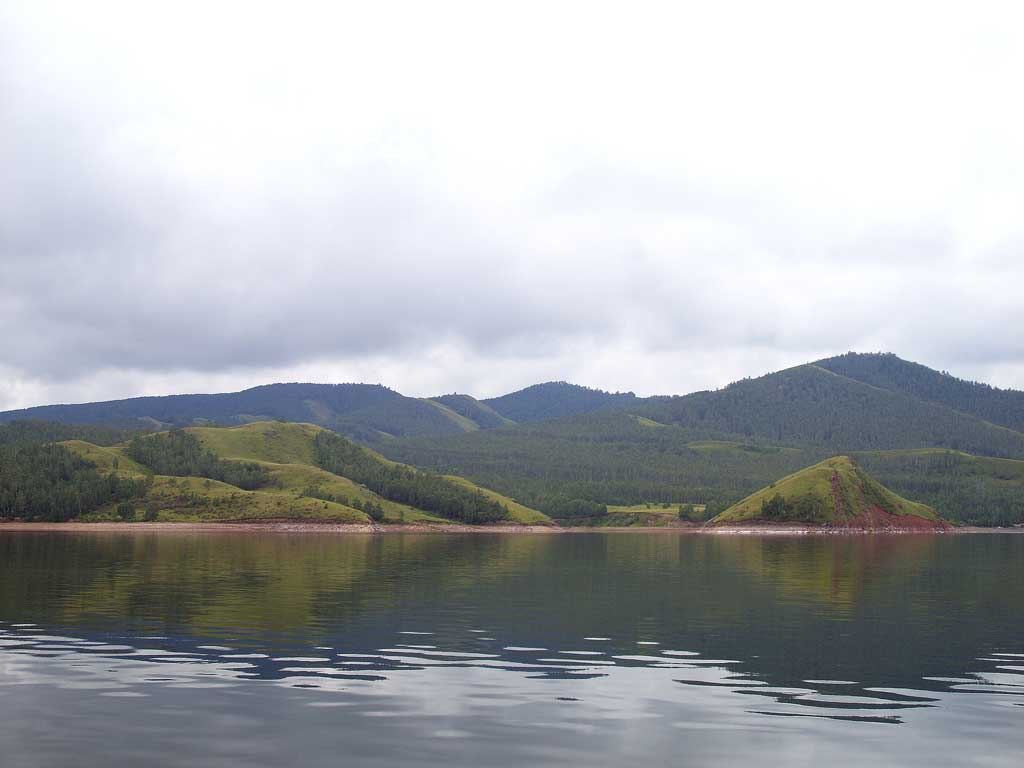
Горы на правобережье

Рельеф Новосёловского района довольно разнообразен. Главная причина разнообразия рельефа — расположение территории района на стыке двух тектонических структур: Минусинской котловины и Восточно-Саянского нагорья. Минусинская котловина и прилегающие к ней хребты Восточного Саяна образовались в палеозое около 400 миллионов лет назад в эпоху каледонского горообразования на месте Урало-Монгольской геосинклинали. Под воздействием процессов денудации горы постепенно разрушались. В неогене на месте разрушенных гор началось поднятие. Так образовались нынешние складчато-глыбовые горы юга Красноярского края. Минусинская котловина была разделена отрогами образовавшихся хребтов на Южно-Минусинскую, Сыдо-Ербинскую, Назаровскую и Чулымо-Енисейскую котловины. На территории последней, ограниченной с севера — Солгонским, а с юга Батенёвским кряжами и находится левобережная часть Новосёловского района.
Новосёловский район расположен на территории Алтайско-Саянской горной страны. Левобережная часть района находится в пределах Чулымо-Енисейской котловины, являющейся частью Минусинской котловины, правобережная часть относится к Восточно-Саянскому нагорью и занята его отрогами.

#### Рельеф левобережной части
Левобережная часть района лежит в пределах Чулымо-Енисейской котловины. Это обусловило преобладание равнинных форм. Северная часть левого берега представляет собой холмисто-увалистую равнину, абсолютные высоты которой достигают 300—500 метров. В этой части левобережья располагается долина реки Чулым. Ширина долины от 2 до 8 км. При движении к югу, рельеф переходит в низкогорный, расчленённый оврагами и мелкими речными долинами. Абсолютные высоты увеличиваются до 600 и более метров. Горы протягиваются по берегу вдоль водохранилища. В 7 км к северу от села Дивный горы достигают наибольшей высоты. Здесь находится наибольшая абсолютная отметка левобережья — г. Татарка высотой 672 м над уровнем моря, в этом месте проходит водораздел бассейнов Енисея и Оби.
Юго-западная часть левого берега имеет куэстовый рельеф. Безлесые высокие куэсты, обращённые своими крутыми склонами в сторону водохранилища, образуют хребет Чёрный Камень, протягивающийся почти вдоль параллели 54° 55'. Средняя высота хребта 450-500 м, максимальная — 638 м над уровнем моря.
Средняя высота левобережной части района около 500 м. Высоты и степень расчленённости увеличиваются с севера на юг и с запада на восток в сторону водохранилища.

#### Горные породы левобережья
Левобережная территория сложена преимущественно осадочными породами верхнедевонского и нижнекаменноугольного возрастов. Большей частью, породы залегают горизонтально или близко к этому. Широко распространены глины и суглинки, красноцветные песчаники, известняки органического и химического генезиса, брекчии, аргиллиты. Очень часто твёрдые породы имеют в своём составе СаСО3 и вскипают под действием 10 % раствора соляной кислоты.

#### Рельеф правобережной части
Правобережная часть района занята отрогами Восточного Саяна. Рельеф в отличие от левого берега, более расчленённый, горы более высокие. Преобладают низкогорья с абсолютными высотами не более 887 м. Процессы выветривания сильно разрушили горы, придав им мягкие округлые очертания. Очень много глубоковрезанных речных долин, самая значительная из них — долина реки Убей.
Самая низкая часть правого берега — северо-западная. Здесь преобладают небольшие по площади высокоподнятые плато. В северной части, вдоль берега водохранилища протянулся на 20 км хребет Тон. Его средняя высота 600-700 м, а максимальная 837 м. В южной, юго-восточной и восточной частях правого берега горы более высокие, их вершины более острые, много высоких обрывистых склонов, останцов на вершинах. Повсюду много каменных россыпей. На востоке, у самой границы района возвышается хорошо заметная издали гора Большой Имир (887 м — сама высокая вершина Новосёловского района). Здесь же находится долина реки Убей, прорезавшая гранитный массив и образовавшая обрывистые берега, местами высотой до нескольких десятков метров. Средняя высота правобережной части района 650-700 м.

#### Горные породы правобережья
Северная часть правого берега сложена породами среднедевонского возраста. Южная часть сложена средне- и нижнедевонскими породами. Преобладают осадочные породы: глины, суглинки, пески, песчаники. Широко распространены красноцветные песчаники и глины. Породы залегают дислоцировано, образуя складки, чаще — моноклинальные с различными углами падения и простирания. В некоторых случаях пласты развёрнуты почти вертикально, процессы выветривания превратили их края в огромные «зубы». Кроме песчаников и глин во множестве встречаются такие осадочные породы, как брекчии, аргиллиты, известняки.

#### Полезные ископаемые
Месторождения горючих полезных ископаемых в районе отсутствуют. Рудные полезные ископаемые также не добываются. Однако присутствие в восточной части правого берега гранитных интрузий предполагает наличие связанных с интрузиями полезных ископаемых. С гранитными интрузиями связаны, например, гидротермальные месторождения золота. Россыпное золото в небольших количествах добывали когда-то на территории района в долинах рек Убей и Сисим. Работало несколько небольших приисков в начале прошлого века. Наиболее крупные прииски — Геннадьевский и Петро-Нелюбинский принадлежали известному купцу Г. В. Юдину. Они находились в среднем течении реки Убей и по её правому притоку Большой Каспай. Несколько приисков находилось по левым притокам реки Сисим в районе г. Большой Имир. Наиболее крупные из них — Николаевский, принадлежавший минусинскому купцу И. П. Окулову, Аннинский — собственность красноярского купца И. П. Кузнецова. Некоторые прииски продолжали работу после 1917 года. В настоящее время никакие работы на приисках не ведутся.
Сейчас в Новосёловском районе добываются лишь строительные полезные ископаемые. Главным образом песчаники, граниты, сиениты, применяемые для строительства зданий с бетонными стенами, ремонта и строительства дорог. В центре правобережной части района на водоразделе рек Кома, Анаш и Тесь находится месторождение хризотил-асбеста. В 1930-х — 40-х годах там работал асбестовый рудник. Сейчас асбест не добывается. У юго-восточной границы района на правобережье встречаются месторождения низкокачественного мрамора, разрабатываемые для строительства дорог.

### «Палласово железо»
Новосёловский район известен местом первого на Земле падения метеорита «Палласово железо». Метеорит в виде большой округлой глыбы нашёл на склоне горы Малый Имир кузнец Яков Медведев в 1750 году. Больших трудов стоило ему переместить находку себе во двор, но использовать её в работе не удалось, так как железо не ковалось. До 1771 года глыба лежала во дворе кузнеца в с. Медведево. Совершавший в то время путешествие по югу края академик П. С. Паллас услышал о находке кузнеца и пожелал купить её, однако, Яков Медведев отдал находку даром, сделав в придачу специальные сани для её транспортировки, поскольку масса глыбы была более полутонны. Глыба была установлена в Петербурге в Кунсткамере под названием «Палласово железо». Долгое время происхождение железа было неизвестным, и лишь в 1794 году чешский учёный Э. Хладны установил его космическое происхождение. Так было положено начало науке о космических телах, упавших на поверхность Земли — метеоритике. На месте падения метеорита в 1980 году установлен памятный знак.

### Климат
Новосёловский район можно условно разделить на две части с немного различающимся климатом. Это более прохладный и влажный юго-восток и более тёплый и сухой северо-запад. Вся территория района расположена в умеренном климатическом поясе. Климат резко континентальный. Суммарная солнечная радиация составляет около 100—110 ккал/см2 в год. Альбедо территории района меняется по сезонам года и в разных местах различно, увеличиваясь осенью и зимой с появлением больших светлых площадей и уменьшаясь весной и летом.
Температура воздуха, несмотря на малые размеры территории района, различна в разных его частях из-за влияния некоторых факторов. Самая тёплая часть — юго-запад левобережья, да и на всём левом берегу среднегодовые температуры немного выше, чем на более высокой правобережной части. Различие в температуре обусловлено различием в высоте местности. Наиболее низкие температуры бывают на востоке и юго-востоке района и в центре правого берега — в понижениях между горами. В целом для района, средняя температура января −20 °C, июля +18 °C. Средняя годовая температура −1,2 °C. Минимальные температуры обычно отмечаются в первой половине января. В это время столбик термометра может опускаться до −46 °C. Однако бывали исключения, когда отмечалось и +5 °C и начинал подтаивать снег. Через отметку 0 °C среднесуточная температура переходит к середине апреля. В марте и в первой половине апреля воздух может прогреваться до +8 °C , +11 °C, но ночью резко холодает и среднесуточная температура остаётся отрицательной. Такое явление наиболее характерно для правобережной части района. К концу мая средняя температура воздуха за сутки становится выше 10 °C. В это время, обычно после очень тёплых дней, бывают резкие похолодания, в первой половине мая — и с обильными снегопадами. Такие похолодания вызываются вторжением арктического воздуха с Баренцева или Карского морей. На всём протяжении лета вероятность прихода холодного воздуха сохраняется. Наибольший вред возврат холодов и заморозки приносят в начале лета, повреждая всходы посевов сельскохозяйственных культур. Максимальных значений температура воздуха достигает в июле. В этом месяце может установиться сухая, ясная, жаркая погода. Воздух при этом в полуденные часы прогревается до +33 °C, +35 °C. В августе заметно прохладнее, в сентябре среднесуточная температура понижается до +8 °C, +9 °C, а к концу октября окончательно переходит через 0 °C.
Количество осадков, выпадающих за год на территории района, в различных местах неодинаково и увеличивается с запада на восток. На левобережье оно составляет около 400 мм, в центре правого берега около 500 мм и на востоке и юго-востоке 550—650 мм. Такое распределение осадков вызвано увеличением с запада на восток высоты местности. Наиболее засушлива юго-западная часть левого берега. В летнее время там часты сухие ветры, дующие с юга и иссушающие почву. Одно из наиболее влажных мест — водораздел рек Убей и Кома. Преобладающее количество осадков (до 80 % от годового) выпадает в тёплое время года с апреля по октябрь.
Испаряемость также не везде одинакова. На левобережье она наиболее высокая. Там коэффициент увлажнения равен 0,7. Увеличению испаряемости здесь способствуют сухие ветры, дующие с юга. На правобережье испаряемость ниже и коэффициент увлажнения здесь от 0,7 на северо-западе до 1 на юге и востоке. Всего за год с территории района испаряется 500—600 мм влаги.
Снежный покров.
Устойчивый снежный покров на землях района в среднем образуется в третьей декаде ноября и сохраняется до конца марта. Высота снежного покрова различна: от 15-20 см на равнинах и до 100—150 см в горах на востоке района. В последние годы высота снежного покрова уменьшается, но зима 1996—1997 г. была исключением. Высота снега, покрывшего землю, была в несколько раз толще обычной, что привело к перебоям в движении автотранспорта. Одним из главных врагов снежного покрова является ветер. На открытых равнинных пространствах снег сдувается в лога, в овраги, накапливаясь там, в то время как поля остаются открытыми.
Преобладающие ветры.
Ветры на территории района преобладают юго-западные зимой и летом. На левобережье, в юго-западной части, нередки ветры, дующие с юга.

### Воды
Новосёловский район богат водными ресурсами. Запасы воды, содержащиеся в Красноярском водохранилище, в реках, в озёрах, в водоносных горизонтах подземных вод достаточны для удовлетворения потребности населения и хозяйства района.

#### Красноярское водохранилище.
Строительство Красноярской ГЭС привело к созданию огромного водоёма, протянувшегося на 400 км от Красноярска до Абакана. Этот искусственный водоём в народе называют «морем» из-за внушительных размеров. Сейчас очевидно, что водохранилище создано без учёта последствий, к которым приводит создание такого огромного водного бассейна. При подъёме воды в Енисее после строительства плотины оказались затопленными огромные территории. Плодородные поля, просторные пастбища, острова, богатые промысловыми ресурсами — всё оказалось под водой. Кроме того, исчезли с лица Земли такие крупные сёла, как Медведево, Новосёлово, Убей и другие. Многие жители затопленных сёл уехали за пределы района. Так отразилось на природе, хозяйстве и населении района строительство Красноярской ГЭС.
В пределах района располагается часть водохранилища площадью примерно 450 км², длиной около 100 км и шириной от 3 до 8 км. Средняя глубина 50-60 м, максимальные глубины достигают 75 м. Абсолютная высота водной поверхности минимальная 224 м, максимальная 243 м (в таких пределах может колебаться уровень воды в водохранилище). Длина береговой линии Новосёловского участка водохранилища составляет около 260 км. Берега большей частью пологие и крутые, местами — скалистые, сложенные песчаниками и известняками. Есть много и довольно пологих участков, где более удобна высадка на берег, в таких местах располагаются пристани, например, пристань «Улазы», через которую правый берег соединяется с левым паромной переправой. Паром — единственное средство транспортного сообщения между двумя частями района в теплое время года.
Линия правого берега изрезана более сильно, чем береговая линия левобережья. Правый берег изобилует множеством мелких заливов, а также можно выделить и относительно крупные заливы — Анаш, Кома, Убей, являющиеся затопленными устьями рек, впадавших когда-то в Енисей, а сейчас в водохранилище. Наиболее крупный залив левого берега — Ижуль, по нему проходит граница Новосёловского района с Балахтинским.
Запас воды в водохранилище составляет более 70 км³. На Новосёловский отрезок водохранилища при максимальном уровне водной поверхности приходится около 18 км³ воды, то есть примерно 26 % от общего объёма. Дно водохранилища сложено галечником, частично прикрытым илистыми наносами.
Огромное количество воды в водохранилище за лето аккумулирует в себе большой запас тепла и с наступлением холодов остывает медленно и замерзает намного позднее других водоёмов. Лед на «море» устанавливается обычно во второй половине декабря после нескольких очень морозных дней, а через неделю по льду уже открывается автомобильное движение. К середине зимы толщина льда может достигать более метра. Освобождается ото льда водохранилище в конце апреля — начале мая.
Питание водохранилища осуществляется за счёт осадков, подземных вод и рек, которых на территории района впадает около 20, различных по величине. Бассейн водохранилища соответствует бассейну Енисея в пределах района и равен примерно 2800 км².
Реки
Территория Новосёловского района относится к бассейнам двух крупных сибирских рек. Северная часть левобережья — к бассейну Оби, а остальная часть левого берега и всё правобережье — к бассейну Енисея. Водораздел Оби и Енисея проходит по горным хребтам на левом берегу района. Участок бассейна Оби равнинный, а часть Енисейского бассейна — горная.
Речные системы левого и правого берегов, их речная сеть в целом, имеют различия, поэтому реки обеих частей подлежат характеристике в отдельности.
Крупнейшая река левого берега — Чулым — относится к бассейну Оби и является её правым притоком. Начало Чулыму даёт слияние рек Чёрного и Белого Июсов, стекающих с гор Кузнецкого Алатау. Длина Чулыма 1733 км, площадь бассейна 134000 км². На территории района находится отрезок Чулыма длиной 40 км, а вместе с участками, проходящими по границе района — около 80 км. Ширина реки здесь колеблется от 80 до 110 метров, а глубина от 1-1,2 до 2 метров в наиболее глубоких местах. Площадь бассейна в пределах района примерно 630 км².
Чулым — типичная равнинная река с относительно широкой (2-8 км) долиной, которая местами заболочена. На всём протяжении по району Чулым меандрирует, образуя множество излучин, проток, стариц, островов. Наиболее крупные старицы достигают в длину до 5 км и имеют площадь до 2 км². Большинство стариц находится на левом берегу реки.
Скорость течения реки невысокая: 1,1-1,2 м/с (3,96 — 4,32 км/ч). Дно песчано-галечниковое, берега, в основном, пологие, местами — высокие, обрывистые высотой до нескольких метров. Такие берега часто подвержены оползням.
В пределах района Чулым не имеет притоков. Река Кызынджиль, стекающая с Солгонского кряжа в южном направлении, после обильных дождей или в весеннее половодье может достигать Чулыма и впадать в него слева, близ села Бараит. В остальное время эта река не достигает Чулыма и пересыхает.
Остальные реки левобережной части района относятся к бассейну Енисея. Все они впадают в водохранилище, стекая с расположенных вдоль его берегов горных хребтов. Всего на левом берегу насчитывается до 20 рек от 3-4 до 9 км длиной. Часть из них в засушливое время года в июне-июле пересыхает, часть выглядит в виде маленьких ручейков, пробивающихся сквозь кустарниковые заросли на дне глубоких оврагов, являющихся их речными долинами. Как более крупную можно выделить реку Куртак. Река берёт начало на горном хребте, являющимся частью водораздела Оби и Енисея и течёт на юг, огибая возвышенности, и на всём своём 10-километровом протяжении принимая несколько притоков, длина которых от 2 до 3 км.
Общая протяжённость рек левого берега равна 130 км, густота речной сеть около 0,083 км/км². Таким образом, очень важная роль принадлежит Чулыму. Без него левобережье было бы совсем бедно реками, а ведь именно его степные пространства с их полями требуют много влаги.
Правобережная часть района очень богата реками, подчиняясь общей закономерности для Енисея, у которого наиболее развиты правые притоки. Все реки правобережья — горные, имеют большие средние уклоны, большую разницу между высотой истока и устья (падение), небольшую (до 20 метров) ширину, относительно большие глубины 0,8 — 1,5 метров и довольно высокую скорость течения, узкие глубоковрезанные речные долины. Берега у рек местами пологие, а в большинстве — высокие, в восточной и юго-восточной части правобережья — скалистые.
Крупнейшая речная система правого берега — система реки Убей. Река Убей берёт начало в отрогах Восточного Саяна, в 15 км к северу от г. Кортуз (1187 м). В верхнем течении имеет направление на северо-запад, в среднем — сильнее уклоняется к западу, в нижнем — поворачивает строго на север. В 7 км к западу от г. Большой Имир (887 м), Убей впадает в одноимённый залив
Красноярского водохранилища. На территорию района приходятся последние 20 км Убея из общих семидесяти. На этом участке скорость течения равна 0,8 — 1,2 м/с. Долина реки узкая, V-образная, берега частично пологие, в основном — обрывистые, высотой около 1 метра. В некоторых местах берега скалистые высотой до 100 метров, представляющие собой почти отвесные гранитные стены, нависающие над рекой. Дно Убея на перекатах сложено крупным галечником и пригодно для переезда на автомобиле. Богатая рыбой река привлекает к себе внимание рыбаков. Самые крупные притоки — левые — Салба и Колдыбай. Длина каждого более 30 км. На Новосёловском участке Убея — Большой Ижат (13 км) и Малый Ижат (10 км) — правые и самые длинные. До заполнения Красноярского водохранилища в Убей близ устья впадал левый приток р. Маджар. С образованием водохранилища и затоплением устья Убея образовалась самостоятельная речная система Маджар, впадающая в залив Убей с запада. На правобережье есть ещё несколько небольших речных систем, образовавшихся подобным образом — реки Камышта, Накчуль — бывшие притоки р. Кома и другие.
Бассейн р. Убей в пределах района имеет площадь около 500 км² и занимает весь восток правобережья.
Самая длинная река, полностью расположенная на территории района — р. Кома, бассейн которой, площадью 700 км² располагается в центральной части правого берега и граничит с бассейном Убея. Водораздел этих рек проходит по гребням горных хребтов, поднимаясь иногда на высоту более 700 метров над уровнем моря. Река Кома начинается на юге правого берега, стекая с горного хребта в 7 км к юго-востоку от г. Берёзовая. Далее путь реки лежит на север по узкой V-образной долине. Лишь за 4 км до устья река выходит на простор — в небольшую котловину в центре правобережья, однако перед впадением в залив Кома Красноярского водохранилища, она снова попадает на дно глубокой долины. До образования Красноярского водохранилища река была длиннее на 14 км. Потом эти 14 км были затоплены водохранилищем, превратившись в залив. В настоящее время длина р. Кома около 35 км.
Правые притоки Комы наиболее крупные. Они протекают параллельно друг другу, будучи разделены параллельными горными хребтами. Выше всех впадает р. Чита (19 км), её устье находится на 89 метров выше устья главной реки. Здесь следует заметить, что из-за колебаний уровня воды в водохранилище местонахождение устья рек, впадающих в него, непостоянно. У р. Кома оно может перемещаться вперёд — назад в пределах двух километров. Вслед за Читой впадает р. Чёрная Кома (20 км), ещё ниже — Чертанка (14 км). В 25 км от истока в реку Кома впадает справа её самый крупный приток — р. Бескиш длиной 25 км. Бескиш берёт начало в 7 км к юго-востоку от г. Чертанка (776 м) и течёт на северо-запад по узкой глубокой долине. Через 14 км река выходит в широкую котловину в центре правобережья. Здесь долина Бескиша достигает в отдельных местах ширины 1,5 — 2 км. Пройдя по котловине 11 км Бескиш впадает в р. Кома.
Юго-западнее истока Комы берут начало 2 небольшие реки: Правая Тесь и Средняя Тесь. Их истоки находятся на расстоянии 3 км друг от друга. Длина рек соответственно 13 и 8 км. В 8 км к западу от г. Берёзовая (806 м) обе реки сливаются в один поток и называются просто Тесь. От слияния Тесь течёт на северо-запад и впадает в залив Тесь Красноярского водохранилища.
Кроме вышеназванных можно отметить такие речные системы, как Куллог (длина главной реки 15 км), Анаш (11 км), впадающие в одноимённые заливы, а также реку Стимистюль, впадающую в залив Кома.
Всего на правобережной части района насчитывается около 180 постоянных водотоков различных размеров. Из них 30 — наиболее крупные, а длины остальных не превышают 4 км и выглядят они в виде маленьких ручейков, иногда пересыхающих. Общая протяжённость рек правобережья приблизительно 950 км, густота речной сети здесь равна 0,5 км/км². Общей особенностью рек правобережья является направление их течения. Большинство рек берёт начало в южной части правого берега и течёт на север или на запад в сторону понижения рельефа.
Все реки Новосёловского района замерзают с начала до середины ноября. Толщина льда к концу зимы может достигать 70-90 см. Мелкие реки иногда вообще промерзают до дна. Вскрываются реки в конце апреля — начале мая. По своему режиму все реки относятся к алтайскому типу. Половодье весенне-летнее. Начинается в конце апреля — начале мая, в начале июня сток достигает максимума, к середине июля половодье заканчивается. Летние паводки конца июня и начала июля связаны с таянием снегов в горах — это проявляется на правобережье, осенние паводки в октябре связаны с осадками. Во время половодья и паводков уровень воды в реках может подняться на 1,5-2,5 метра выше меженного. Летняя межень — в июле, зимняя — в январе. Зимой сток очень низкий, а летом — повышенный.
Озёра.
В отличие от рек, озёр на территории района практически нет. На правом берегу они отсутствуют вообще. На левобережье, входящем в Чулымо-Енисейскую котловину, есть несколько небольших озёр, расположенных в котловинах тектонического происхождения. Самое крупное из них — озеро Интикуль на юго-западе левого берега. Оно имеет треугольную форму, безлесные берега со степной растительностью. Площадь водной поверхности около 2,5 км². В 9 километрах западне находится озеро Толстый Мыс. Размеры озера меньше — площадь всего 0,4 км². Оно имеет форму овала, вытянутого с запада на восток, безлесные пологие берега. На северо-западе левого берега находится озеро Курганы. Оно разделено на две части автомобильной дорогой и представляет собой небольшой водоём в тектонической котловине. Площадь озера около 0,2 км², оно быстро зарастает.
В долине р. Чулым очень много озёр-стариц. Наиболее крупные из них располагаются на левом берегу реки и достигают длины до нескольких километров.
Для всех озёр района характерны пологие низкие берега, пресная вода, небольшое разнообразие животного и растительного мира.
Подземные воды.
Подземные воды имеют важное хозяйственное значение. Именно их использует население в пищу. В каждом селе имеется множество колодцев, различные водопроводы, работающие круглый год или в летнее время.
Новосёловский район богат подземными водами, но вот залегают они не всегда на малой доступной глубине. Глубина залегания в понижениях рельефа может быть от 3 до 10 метров. Наиболее низкий уровень грунтовых вод на водоразделах — там глубина залегания может достигать 20-25 метров, а в горах правобережья и 25-40 метров.
Проходя сквозь различные породы, вода растворяет некоторые из них, насыщаясь минеральными веществами, в зависимости от содержания которых, она может быть солёной или пресной. Подземные воды района в большинстве своём слабоминерализованы. Но есть источники, в водах которых присутствует много растворённых солей. Такие воды и источники называются минеральными. Обычно, такие воды обладают определёнными целебными свойствами.
На правобережной части болот нет. В понижениях рельефа, где уровень грунтовых вод довольно высокий, встречаются участки с переувлажнёнными грунтами. Иногда такие участки переувлажнены лишь временно. После очень снежной зимы и обильных дождей в начале лета уровень грунтовых вод повышается, и образуются переувлажнённые участки в речных долинах. При понижении уровня грунтовых вод переувлажнение исчезает. Самая заболоченная часть района — долина реки Чулым, особенно левый берег Чулыма — более пологий и низкий. Грунтовые воды находятся здесь слишком близко к поверхности, что и способствует заболачиванию. Общая площадь заболоченных территорий в районе составляет около 100 км².
Жизнь без воды невозможна. Однако вода может быть для человека другом и врагом одновременно.
Огромные запасы пресной воды находятся в Красноярском водохранилище. А вот пригодна ли она для употребления в пищу? Не нужно анализов, даже запах и цвет воды говорят о том, что человеку её лучше не пить. Застаиваясь в водохранилище, вода меняет свой состав, в ней накапливаются вредные для человека вещества. Поэтому, огромный водный запас водохранилища можно использовать лишь в технических целях и для водопоя животных.
По водохранилищу проходят транспортные сообщения. По водохранилищу налажена паромная переправа между пристанью «Новосёлово» и правобережной паромной пристанью «Улазы». Длина переправы — 6 километров. Переправу осуществляет мощный большой паром морского типа. В теплое время года правобережная и левобережная части района связаны только этой переправой. В зимнее время по льду водохранилища организуется движение транспорта. Грузоподъёмность льда к концу зимы достигает 10-11 т, позволяя свободно проезжать большегрузным автомобилям. А вот в весеннее время, когда лед уже непригоден для движения, правый и левый берега оказываются отрезанными друг от друга. Автомобильное сообщение нарушается, и, чтобы попасть с одного берега на другой, нужно ехать в объезд через Абакан, делая лишних 400 км. Лишь самолёт Ан-2 и транспорт на воздушной подушке перевозят пассажиров, курсируя 2 раза в день между Новосёловым и Анашом. Таким образом, водохранилище, способствуя межрайонным связям, затрудняет внутрирайонные сообщения.
Повлияло водохранилище и на климат района. Будучи гигантским аккумулятором тепла, оно позволяет в прибрежных сёлах раньше высаживать овощи, предохраняет посевы от заморозков, осенние заморозки близ побережья начинаются намного позднее. Например, в с. Кульчек, в центре правобережья, с конца августа до середины сентября температура воздуха в предрассветные часы уже несколько раз опускалась до −3; −4 °C, а в прибрежных сёлах Анаш и Енисей заморозков ещё не было.
Водохранилище очень сильно загрязнено. Это особенно заметно близ берегов, куда прибивает полузатопленные брёвна, где поверхность воды покрыта серыми грязными плёнками и пеной. Вода мутная, запах неприятный. Тем не мене, воды Красноярского «моря» богаты рыбой.
Реки, как и водохранилище, служат источниками пресной воды. Однако в речной воде содержится большое количество взвешенных частиц, поэтому использовать её в пищу можно лишь после того, как она отстоится некоторое время, а ещё лучше — воду тщательно профильтровать, дать отстояться, а употреблять только кипячёной. Реки всегда занимали важное место в жизни человека. Здесь и вода, здесь пища — реки богаты рыбой, особенно такие крупные, как Убей и Чулым. Издавна люди строили свои поселения по берегам рек. И в Новосёловском районе люди заселили речные долины Чулыма, Енисея и его притоков.
Для перевозки грузов реки Новосёловского района непригодны. Судоходных рек нет, так как глубина недостаточная. Во время весеннего половодья, летних и осенних паводков, уровень воды в реках может вырасти в 1,5-2,5 раза, и спокойные реки превращаются в мутные бурные потоки. Широких разливов обычно не бывает. При весеннем таянии снега угроза подтопления возникает в расположенных близ устьев рек сёлах, таких, как Чёрная Кома.
Человек, в свою очередь, часто превращает реки в свалки мусора, сбрасывая его вниз с обрывистых берегов.
Кроме рек, огромное значение для людей и их хозяйственной деятельности имеют подземные воды. Каждое село оборудовано электрической водокачкой, почти в каждом дворе есть ручной или электрический колодец. Выкачиваемая из под земли вода употребляется в пищу, для водопоя, полива и многого другого. Нигде в районе нет недостатка в воде.
Подземные воды подвержены загрязнению. Если механические примеси при прохождении воды сквозь породы отфильтровываются, то растворённые вредные вещества остаются. Источниками загрязнения подземных вод являются АЗС, стоянки техники, мастерские, территории вокруг складов, где хранятся различные ядовитые химикаты. Растворяясь дождевыми и талыми водами, химические вещества просачиваются вместе с водой в грунт.
Делая вывод, можно сказать, что Новосёловский район богат водными ресурсами. Население не испытывает недостатка в пресной воде, главными источниками которой являются реки и подземные воды. Загрязнение вод хоть и имеет место, но ещё очень далеко до критического. Лишь состояние водохранилища можно считать не вполне удовлетворительным. Вода не причиняет большого ущерба хозяйствам района, разливаясь во время половодьев и паводков. Потребление воды в районе вряд ли будет снижаться и в будущем. И чтобы не было недостатка водных ресурсов, уже сейчас нужно разрабатывать и приводить в действие водоохранные мероприятия.

### Почвы
На территории Новосёловского района преобладают чернозёмы, серые и бурые лесные, а также горные дерново-карбонатные почвы.
Присутствуют большей частью обыкновенные и выщелоченные чернозёмы, занимающие часть левобережья, покрытую степной растительностью. В основном, это юго-запад левобережья и полоса между долиной Чулыма и горами вдоль берега водохранилища. Толщина гумусового горизонта достигает здесь 30-40 см, а содержание гумуса в этом горизонте 10-11 %. На правобережье чернозёмы не распространены и встречаются отдельными островками лишь в северо-западной части, на небольших безлесых плато. Здесь толщина гумусового слоя меньше — 25-35 см. Наряду с чернозёмами большую площадь в районе занимают серые лесные почвы.
Данный тип почв образовался под берёзовыми и берёзово-осиновыми лесами, а также под пашнями и пастбищами на месте таких лесов. Полоса серых лесных почв протягивается на левобережной части района вдоль берега водохранилища, а также занимает северную и северо-западную части правого берега. Часто серые лесные почвы сопутствуют чернозёмам. В отличие от чернозёмов, у серых лесных почв меньшая мощность гумусового горизонта и меньше содержание гумуса в нём. Почвы южных склонов, которые являются более сухими, менее оподзолены. В большей степени оподзолены почвы на влажных северных склонах. На чернозёмах и серых лесных почвах расположены все посевные площади района.
На правобережье, к югу и к востоку, серые лесные почвы переходят в горные серые лесные, а затем в горные бурые лесные почвы, которые образуются под берёзово-осиновыми с примесью лиственницы лесами. Далее на восток и на юг бурые лесные почвы сменяются горными дёрново-карбонатными и горными дёрново-подзолистыми почвами. Кроме вышеназванных, существует ещё один тип почвы, занимающий в районе довольно большую территорию. Это аллювиальная дёрновая почва поймы реки Чулым.
Главным природным врагом почвы является ветровая и водная эрозия. Ветровая эрозия проявляется процессом дефляции, при котором раздувается верхний слой почвы, и она сильно снижает из-за этого своё плодородие. При водной эрозии происходит смыв почвы текучими водами вниз по склону. Чем круче склон, тем водная эрозия действует сильнее и быстрее. Действие водной эрозии приводит к образованию промоин, из которых, со временем, развиваются овраги. При смыве почвенного слоя снижается плодородие почвы, при образовании оврагов использование поля становится вообще невозможным.
Естественная эрозия происходит постоянно, но там, где на поверхности почвы есть мощный растительный покров, укрепляющий почву своей развитой, переплетённой корневой системой, действие эрозии невелико. Однако при распахивании или вытаптывании растительного покрова на чрезмерно используемых пастбищах, эрозия усиливается во много раз.
На территории района ветровой эрозии более подвержены равнинные пространства левобережья. Здесь создано много лесозащитных полос, помогающих защитить почвенный слой от раздувания. На правобережной части более сильно действует эрозия водная. После весеннего таяния снега тысячи ручьёв стекают вниз по склонам, захватывая с собой частицы почвы. Летом, при обильных ливневых дождях, по склонам вниз устремляются бурные потоки, чёрные от огромного количества захваченных по дороге кусочков почвы. Очень велико действие таких потоков на пашнях, расположенных на горных склонах.
На южных склонах гор, занятых травянистой растительностью, слой почвы очень тонкий, особенно, если эти склоны очень крутые. Большие территории в районе заняты пастбищами. Если выпас скота плохо организован и пастбища чрезмерно эксплуатируются, то происходит вытаптывание растительного покрова, что приводит к усилению эрозии. Такие явления более часты для степного юго-запада района, а также для прибрежной степной полосы вдоль водохранилища на западе правого берега.

### Растительность и животный мир
Географическое положение Новосёловского района таково, что на его территории соседствуют несколько природных зон: леса, лесостепи, степи.
Почти половина территории района занята лесами, но почти 90 % всех лесов находится на правобережье. Левобережье небогато лесами, но там раскинулись обширные степные и лесостепные пространства.
Площадь, занятая в районе лесами, составляет около 1500 км². Лишь примерно 150 км² из них — на левобережье. Поэтому район можно разделить на лесное правобережье и степное и лесостепное левобережье.
Центральная часть правобережья занята берёзовыми лесами. Эти леса производные на месте темнохвойных чернёвых лесов. Сплошные лесные массивы здесь чередуются с лугами, небольшими по площади и образовавшимися на месте вырубленных участков леса. Древесная растительность представлена берёзой бородавчатой (Betula verrucosa). Кустарники — в основном, ива (Salix), кустарнички — костяника (Rubus saxatilis), травянистые растения — купырь лесной (Anthriscus sylvestris), хвощ (Equisetum) и другие.
К югу и к востоку берёзовые леса сменяются берёзово-осиновыми. Осина быстро гниёт внутри ствола и, став хрупкой, часто падает под действием ветра. Войдя в такой лес, всюду видишь поваленные стволы осин, обычно лежащие в одном направлении. Некоторые упали недавно, некоторые заросли мхом и почти не видны.
Южная и восточная части правого берега заняты лесами, в которых берёза и осина сочетаются с хвойными деревьями. На востоке из хвойных преобладает сосна обыкновенная (Pinus silvestris), и в меньшей степени — пихта (Abies sibirica). На юге лиственница (Larix sibirica) и сосна, на юго-востоке — лиственница и пихта, здесь же появляются, правда редко, отдельные деревья кедра. (Pinus sibirica). В этих лесах широко встречаются такие кустарники, как малина (Rubus idaeus), шиповник (Rosa canina), ива и другие. Среди лесов правобережья встречаются и степные ландшафты, образовавшиеся на южных и юго-западных склонах гор. Эти склоны, освещаемые солнцем, сильно иссушаются, и там произрастает ксерофитная травянистая растительность: ковыль (Stipa), пырей (Agropyron), полынь (Artemisia). Обычно, почвенный слой здесь очень тонкий, так как смывается вниз временными водотоками. Понижения вдоль склона, по которым протекают эти водотоки, отлагая частички почвы, имеют более тонкий почвенный слой и сильнее увлажнены. Здесь могут произрастать кустарники, менее требовательные к влаге: боярышник (Crataegus sanquinea), шиповник и другие.
На северо-западе правобережья на песчаных почвах расположился сосновый бор, протянувшись от берега Красноярского водохранилища севернее с. Анаш, на восток до залива Кома. Бор занимает площадь около 40 км². Берег водохранилища и часть бора радом с ним — известное место отдыха, привлекающие чистым воздухом, красивыми пейзажами, близостью воды. Бор является охраняемой территорией, охота, рубка леса здесь запрещены.
Животный мир правобережья довольно разнообразен. В северной и центральной частях, где среди берёзовых лесов есть и открытые лесостепные пространства, обитают различные грызуны: суслик (Cittelus undulatus), бурундук (Eutamias sibiricas), полевая мышь (Apodemus agrarius), заяц (Lepus) и другие. Более крупные животные — хищные: волк (Canis lupus), лисица (Vulpes Vulpes). Здесь можно встретить множество различных видов птиц. Это и хищные птицы: орёл-беркут (Aquila chrysaetos), коршун (Milvus korschun), луговой лунь (Circus pigarqus) и другие. Кроме хищных, обитает и много прочих: воробей (Passer), синица (Parus), сорока (Pica Pica), галка (Corvus monedula). В лесах юга и востока правобережья живут крупные таёжные животные: медведь (Ursus arctos), марал (Cervus elaphus), много небольших хищников: соболь (Martes zibelling), колонок (Mustela sibirica), здесь же — рысь (Felts linx), росомаха (Gulo Gulo), барсук (Meles Meles). В долинах рек обитает бобр (Castor fiber). В этих лесах распространены такие птицы, как глухарь (Tetrao upogallus), дятел (Dendricopos Major), поползень (Sitta europeca), ястребиная сова (Surnia ulula).
На левобережье берёзовый лес занимает около 150 км², располагаясь вдоль водохранилища, по северным склонам гор от залива Куртак, к западу на 20 км.
К северу от берёзовых лесов до долины реки Чулым раскинулась лесостепь. Небольшие берёзовые рощи, чередующиеся с обширными равнинными, реже — с немного расчленёнными лугами, большинство из которых распахано. Травянистая растительность представлена злаками: тимофеевкой (Phleum pratense), лисохвостом (Alopecurus pratensis). пыреем и другими.
Запад и юго-запад левого берега занят степью. Здесь произрастают ковыль, типчак (Festuca sulcata) и другие степные травы.
Животный мир левого берега большей частью представлен грызунами и птицами. Из грызунов здесь мы встречаем суслика, полевую мышь, зайца. Хищные животные — лисица, волк. В берёзовых лесах востока левобережья изредка встречается рысь. Из копытных в лесостепи обитает косуля (Carreolus Carreolus). Птицы: степной орёл, орёл-беркут, воробей, ласточка (Hirundo ructica), кукушка (Cuculus canorus) и много других видов.
И отдельно на левобережье можно назвать долину реки Чулым. Долина располагается в степи и лесостепи, а по берегам реки сформироваласт кустарниковая растительность, в основном, из ивы.

## Население
| 1959    | 1970    | 1979    | 1989    | 2002    | 2009    | 2010    |
| ------- | ------- | ------- | ------- | ------- | ------- | ------- |
| 23 763  | ↘18 834 | ↘16 845 | ↗17 358 | ↘16 382 | ↘15 051 | ↘14 135 |
| 2011    | 2012    | 2013    | 2014    | 2015    | 2016    | 2017    |
| ↘14 074 | ↘13 829 | ↘13 587 | ↘13 383 | ↘13 275 | ↘13 256 | ↘13 102 |
| 2018    | 2019    |         |         |         |         |         |
| ↘12 969 | ↘12 666 |         |         |         |         |         |

## Территориальное устройство
В рамках административно-территориального устройства район включает 8 административно-территориальных единиц — 8 сельсоветов.
В рамках муниципального устройства, в муниципальный район входят 8 муниципальных образований со статусом сельских поселений.
| № | Сельские поселения        | Административный центр | Количество населённых пунктов | Население | Площадь, км2 |
| - | ------------------------- | ---------------------- | ----------------------------- | --------- | ------------ |
| 1 | Анашенский сельсовет      | посёлок Анаш           | 7                             | ↘1321     | 1030,40      |
| 2 | Бараитский сельсовет      | село Бараит            | 2                             | ↘499      | 171,48       |
| 3 | Комский сельсовет         | посёлок Кома           | 5                             | ↘1027     | 1080,29      |
| 4 | Легостаевский сельсовет   | село Легостаево        | 3                             | ↘569      | 237,14       |
| 5 | Новосёловский сельсовет   | село Новосёлово        | 1                             | ↘5691     | 462,96       |
| 6 | Светлолобовский сельсовет | село Светлолобово      | 3                             | ↘1333     | 230,69       |
| 7 | Толстомысенский сельсовет | посёлок Толстый Мыс    | 3                             | ↘1287     | 191,08       |
| 8 | Чулымский сельсовет       | посёлок Чулым          | 6                             | ↗1375     | 476,62       |

### Населённые пункты
В Новосёловском районе 30 населённых пунктов.
| №  | Населённый пункт | Тип     | Население | Муниципальное образование |
| -- | ---------------- | ------- | --------- | ------------------------- |
| 1  | Аёшка            | посёлок | ↗227      | Толстомысенский сельсовет |
| 2  | Анаш             | посёлок | 994       | Анашенский сельсовет      |
| 3  | Бараит           | село    | 450       | Бараитский сельсовет      |
| 4  | Берёзовый        | посёлок | 159       | Чулымский сельсовет       |
| 5  | Бескиш           | деревня | 36        | Комский сельсовет         |
| 6  | Дивный           | посёлок | 244       | Чулымский сельсовет       |
| 7  | Енисей           | посёлок | 49        | Комский сельсовет         |
| 8  | Зеленоборск      | посёлок | 13        | Анашенский сельсовет      |
| 9  | Интикуль         | посёлок | 443       | Толстомысенский сельсовет |
| 10 | Камчатка         | деревня | 148       | Бараитский сельсовет      |
| 11 | Карелино         | деревня | 72        | Светлолобовский сельсовет |
| 12 | Кома             | посёлок | 739       | Комский сельсовет         |
| 13 | Куллог           | деревня | 149       | Анашенский сельсовет      |
| 14 | Кульчек          | деревня | 280       | Комский сельсовет         |
| 15 | Курганы          | посёлок | 122       | Чулымский сельсовет       |
| 16 | Куртак           | посёлок | 159       | Чулымский сельсовет       |
| 17 | Легостаево       | село    | 438       | Легостаевский сельсовет   |
| 18 | Николаевка       | деревня | 309       | Светлолобовский сельсовет |
| 19 | Новосёлово       | село    | ↘5691     | Новосёловский сельсовет   |
| 20 | Приморский       | посёлок | 31        | Анашенский сельсовет      |
| 21 | Светлолобово     | село    | 927       | Светлолобовский сельсовет |
| 22 | Старая           | деревня | 25        | Легостаевский сельсовет   |
| 23 | Табажак          | посёлок | 103       | Анашенский сельсовет      |
| 24 | Тальцы           | посёлок | 91        | Анашенский сельсовет      |
| 25 | Тесь             | посёлок | 107       | Анашенский сельсовет      |
| 26 | Толстый Мыс      | посёлок | 669       | Толстомысенский сельсовет |
| 27 | Увалы            | деревня | 176       | Легостаевский сельсовет   |
| 28 | Чёрная Кома      | деревня | 199       | Комский сельсовет         |
| 29 | Чесноки          | посёлок | 74        | Чулымский сельсовет       |
| 30 | Чулым            | посёлок | 722       | Чулымский сельсовет       |

## Местное самоуправление
Новоселовский районный Совет депутатов
Дата формирования: ноябрь 2015 года. Срок полномочий: 5 лет
Дата формирования: 14.03.2010. Срок полномочий: 5 лет
Председатель
- Толстикова Людмила Юрьевна. Дата избрания: ноябрь 2015 года

Глава района
- Филимонов Николай Николаевич. Дата избрания: декабрь 2020 года.

## Экономика
Географическое положение района повлияло на развитие хозяйства. Наличие благоприятных агроклиматических и земельных ресурсов, обширных пастбищ определило специализацию экономики — земледелие и животноводство. Новосёловский район — район сельскохозяйственный. Кроме того, лесные богатства правобережной части дают возможность для развития лесной промышленности.
Транспорт
Расстояние от с. Новосёлово до г. Красноярск по автодороге М54 «Красноярск-Кызыл-Государственная граница» составляет 240 километров, а до г. Абакан — 170 километров. Если потребуется доставить груз из Новосёлова на железную дорогу, то придётся преодолеть на автомобиле 85 километров до ближайшей железнодорожной станции Ужур или Шира.
Промышленность
- ГПКК «Новоселовское АТП» — грузопассажирские перевозки.
- Новоселовский филиал ГП «КрайДЭО» — строительство, ремонт и содержание автомобильных дорог.(передан в Балахту.)

Сельское хозяйство
Производство зерна, молока, переработка продукции — сельхозпредприятия «Бараитское», «Игрышенское», «Интикульское», «Легостаевское», «Новоселово», «Светлолобовское», «Анашенское», «Комское»

## Достопримечательности
- Новосёловский музей. Открыт в 1975 году в здании дома культуры. Здесь представлены экспонаты таштыкской культуры с раскопов «Чегерак», «Кокорево» и «Куртак» (I в. до н. э. — V в. н. э.). В музее показан процесс раскопки погребальной камеры, выставлены гипсовые маски, раскрашенные красной и чёрной красками, а также вещи, которые укладывали с умершими[23].
- Эпонимная стоянка Кокорево I в верховьях реки Енисей дала название кокоревской культуре эпохи верхнего палеолита[24]. На стоянке Кокорево в верховьях реки Енисей найдена лопатка бизона с воткнувшимся в неё наконечником[25].
- На правом берегу реки Поповки над бывшим селом Новосёлово-Старое интенсивно размываются палеолитические местонахождения Новосёлово VI, VII, IX, XII[26]. Стоянки Новосёлово VI, Афонтова гора и Лиственка, судя по имеющемуся корпусу дат, полученных для культурного слоя, отражают этап освоения Сибири не ранее 15—12 тыс. лет назад[27].

## Фотогалерея

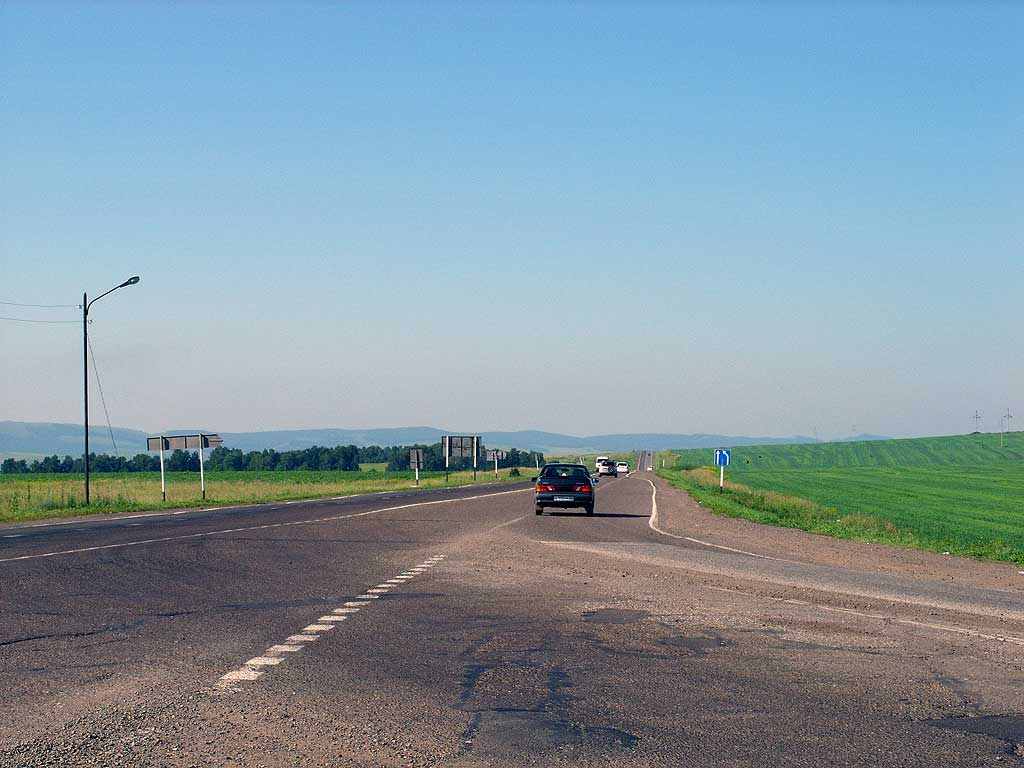
Автодорога Красноярск–Кызыл
Перекрёсток «Кольцо» в с. Новосёлово
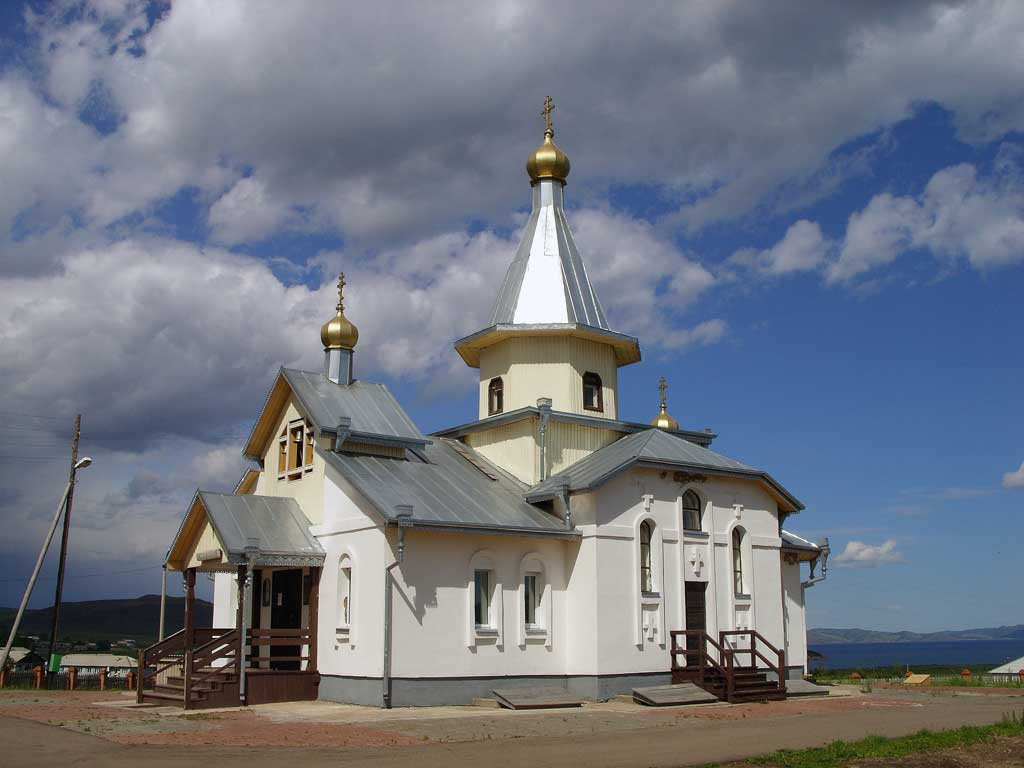
Крестовоздвиженский храм в с. Новосёлово
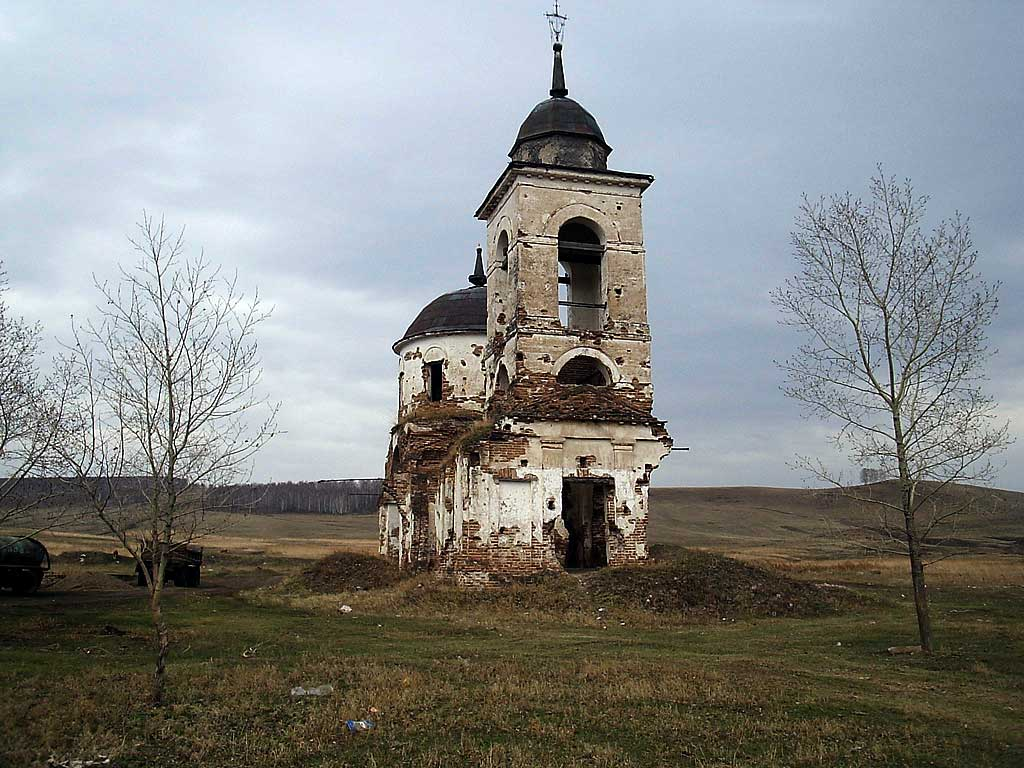
Старинный храм в с. Бараит
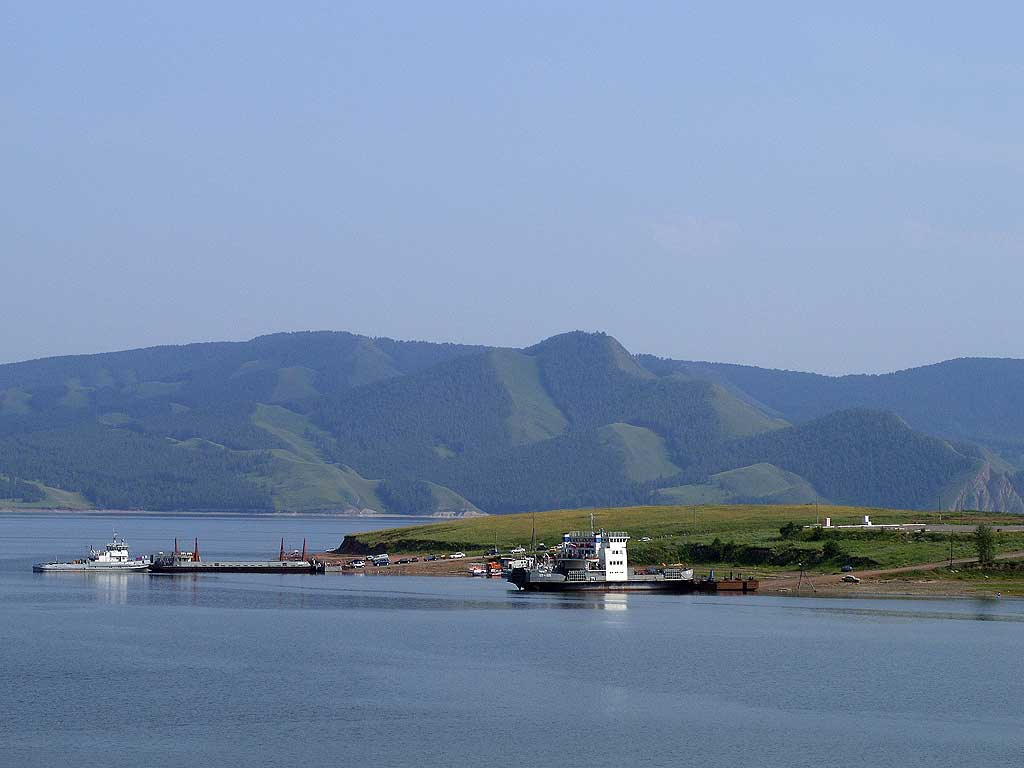
Новосёловская пристань
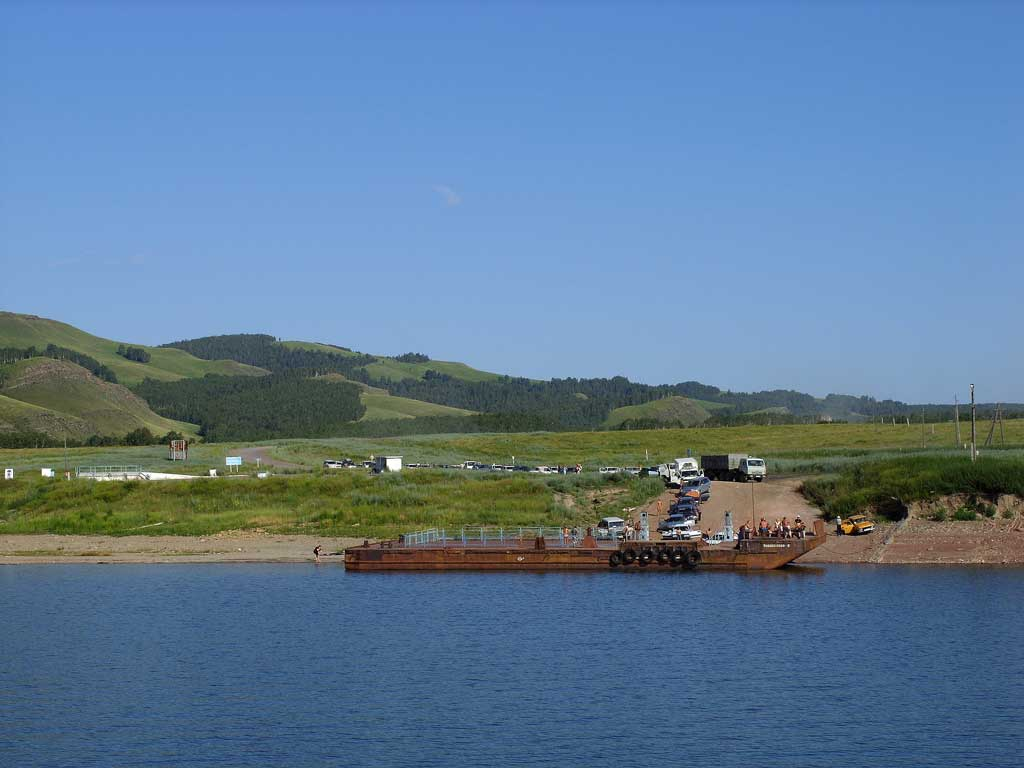
Паромная пристань на правобережье
Памятник природы Анашенский бор
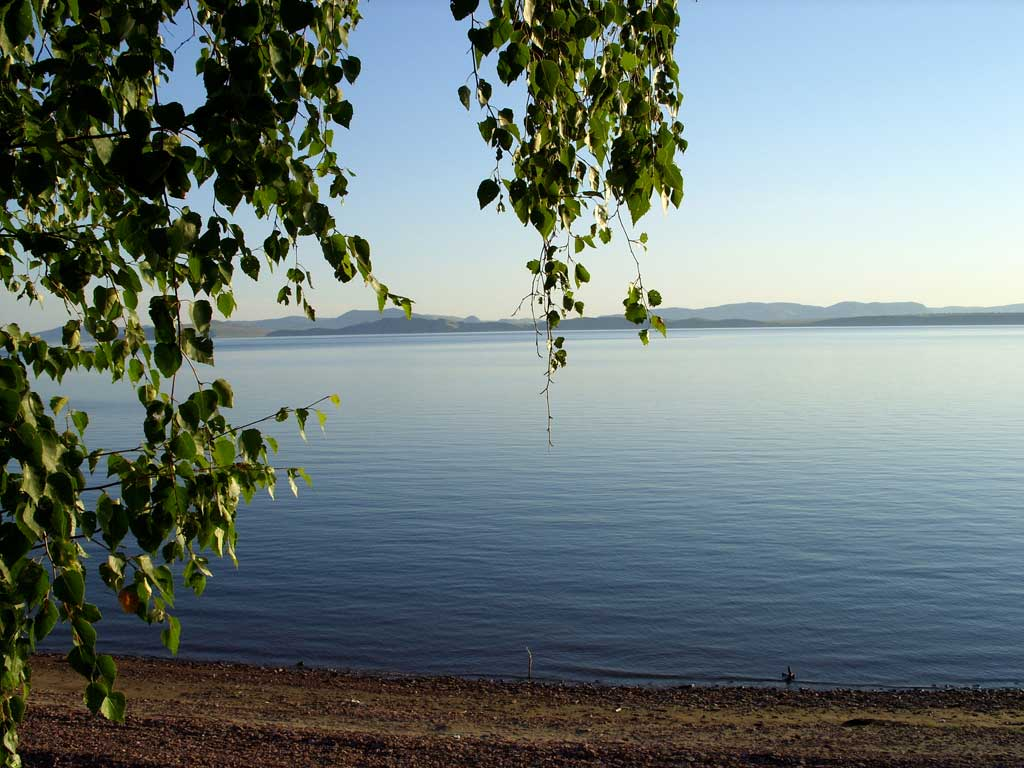
Красноярское водохранилище
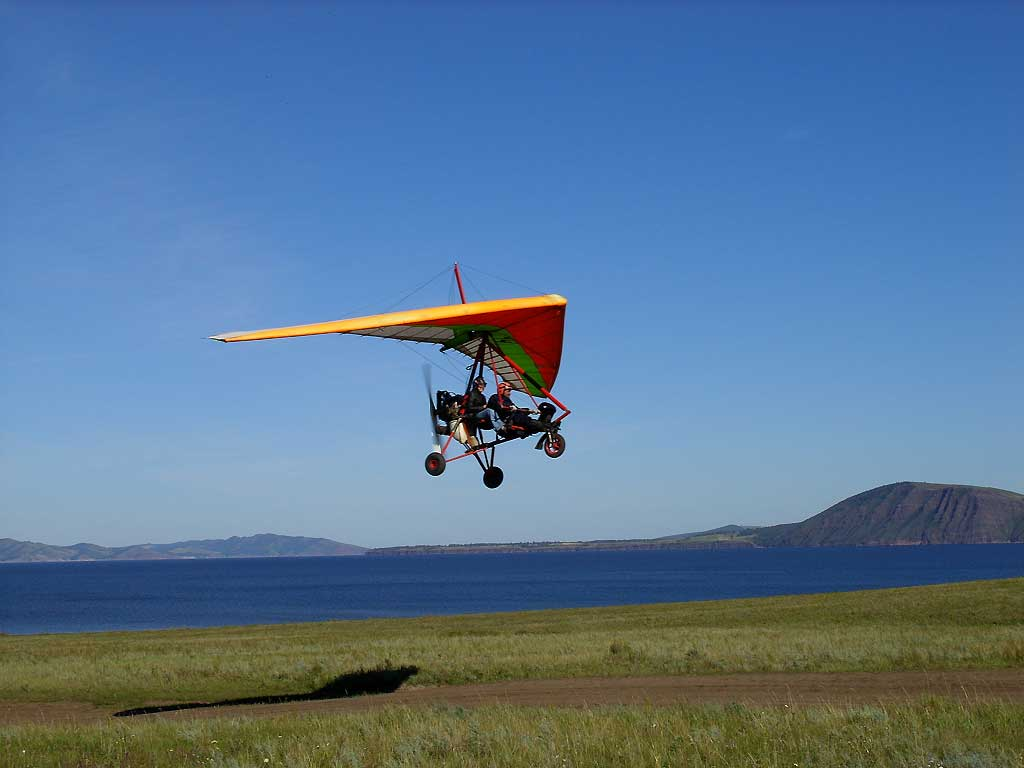
Дельтаплан
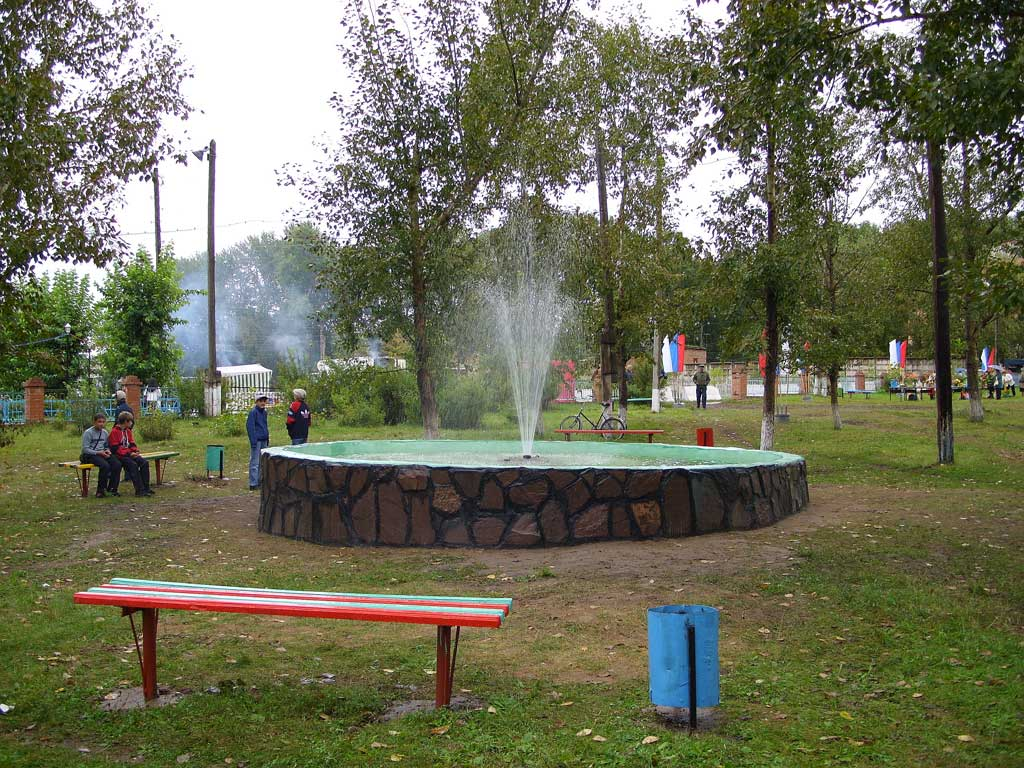
Сквер в с. Новосёлово
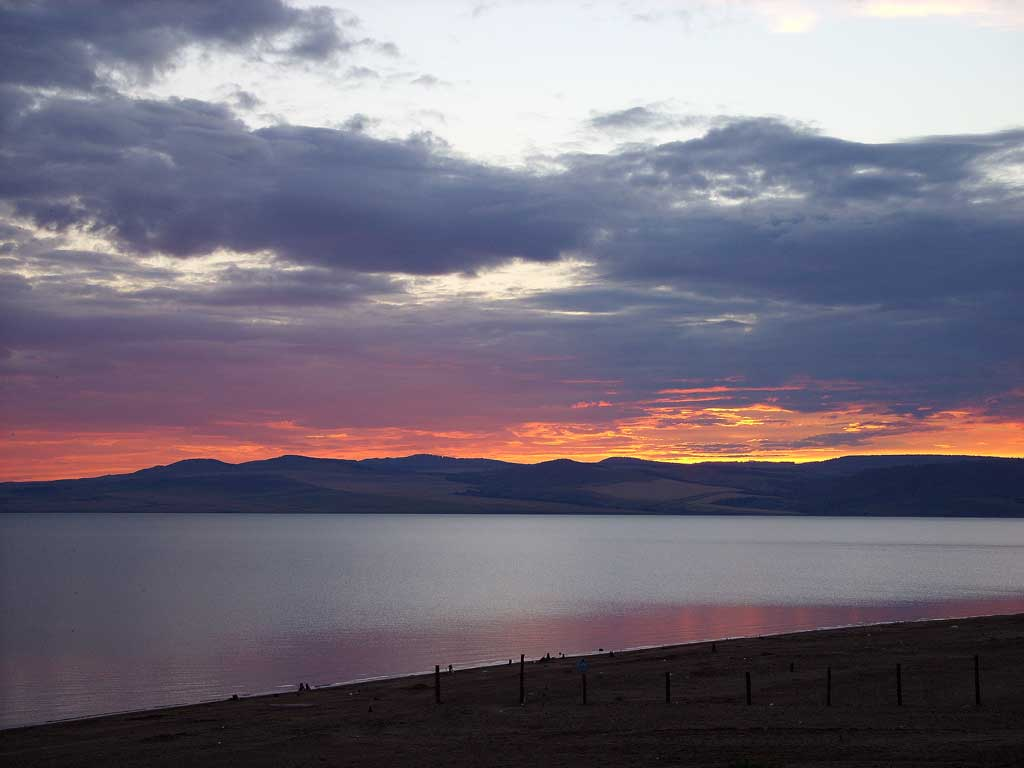
Красный закат
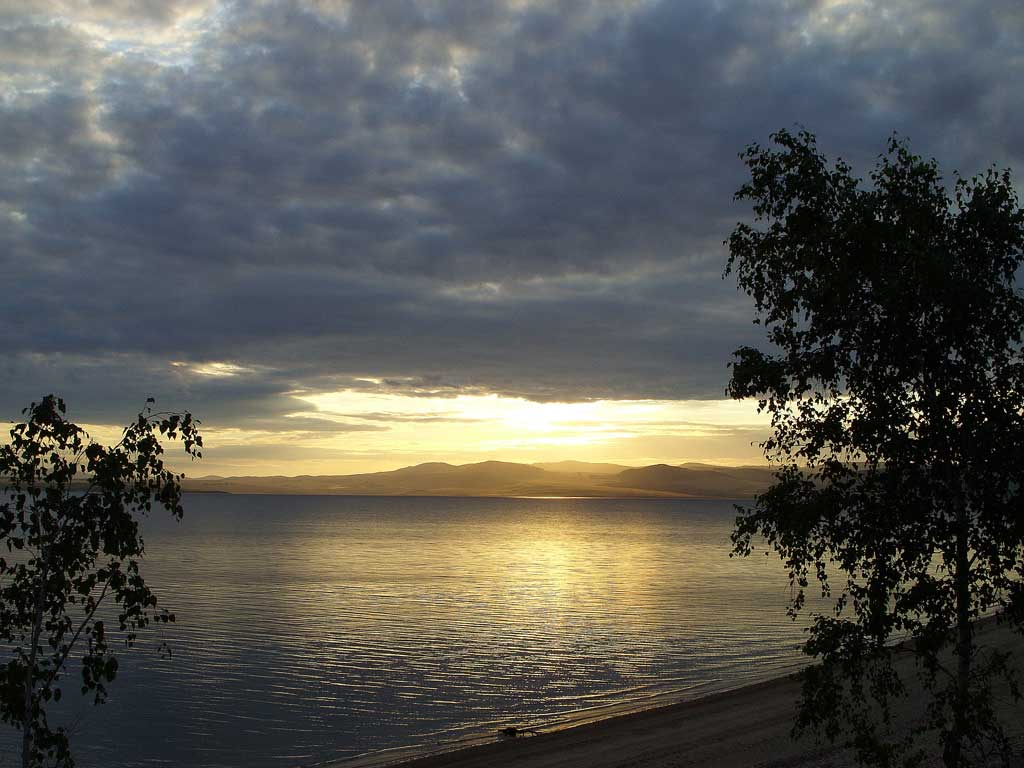
Золотой закат